# Rinorea uxpanapana
Rinorea uxpanapana és una espècie de planta de la família de les Violaceae. És endèmic a l'estat mexicà de Veracruz, on hi creix en boscos estacionals en la pedra calcària càrstica. És una espècie aïllada del gènere Rinorea. Aquesta espècie sembla estar relacionada més estretament amb als membres del gènere paleotròpic.